# Vannes
Vannes (wymowaⓘ, bret. Gwened) – miejscowość i gmina we Francji, w regionie Bretania, w departamencie Morbihan. Stolica celtycka Wenetów. W II w. miasto otrzymało obecną nazwę. Od V w. było siedzibą biskupa.
Po zwycięstwie Pepina Krótkiego nad Bretończykami w 753 roku znalazło się pod panowaniem Franków, w końcu w X w. zostało włączone do Bretanii i wraz z nią – w 1532 – do korony francuskiej.
Największym zabytkiem jest monumentalna, gotycko-romańska katedra pw. św. Piotra (wieża katedralna stanowi pozostałość romańskiej świątyni, znajdującej się uprzednio w tym miejscu).
Według danych na rok 1990 gminę zamieszkiwały 45 644 osoby, a gęstość zaludnienia wynosiła 1413 osób/km² (wśród 1269 gmin Bretanii, Vannes plasuje się na 6. miejscu pod względem liczby ludności, natomiast pod względem powierzchni na miejscu 236.).

## Znane osoby urodzone w Vannes
- Albin z Angers (zm. 549), święty Kościoła katolickiego
- Jan VI Mądry, książę Bretanii 1399–1442
- Franciszek I Bretoński, książę Bretanii 1442–1450
- Artur III Bretoński,  książę Bretanii 1457–1458
- Alain Resnais (1922–2014), reżyser filmowy należący do tzw. francuskiej Nowej Fali
- Louise Bourgoin (ur. 1981), aktorka, modelka

## Współpraca
Miejscowości partnerskie:
- Barouéli, Mali
- Cuxhaven, Niemcy
- Fareham, Wielka Brytania
- Mons, Belgia
- Wałbrzych, Polska

## Bibliografia

Herb
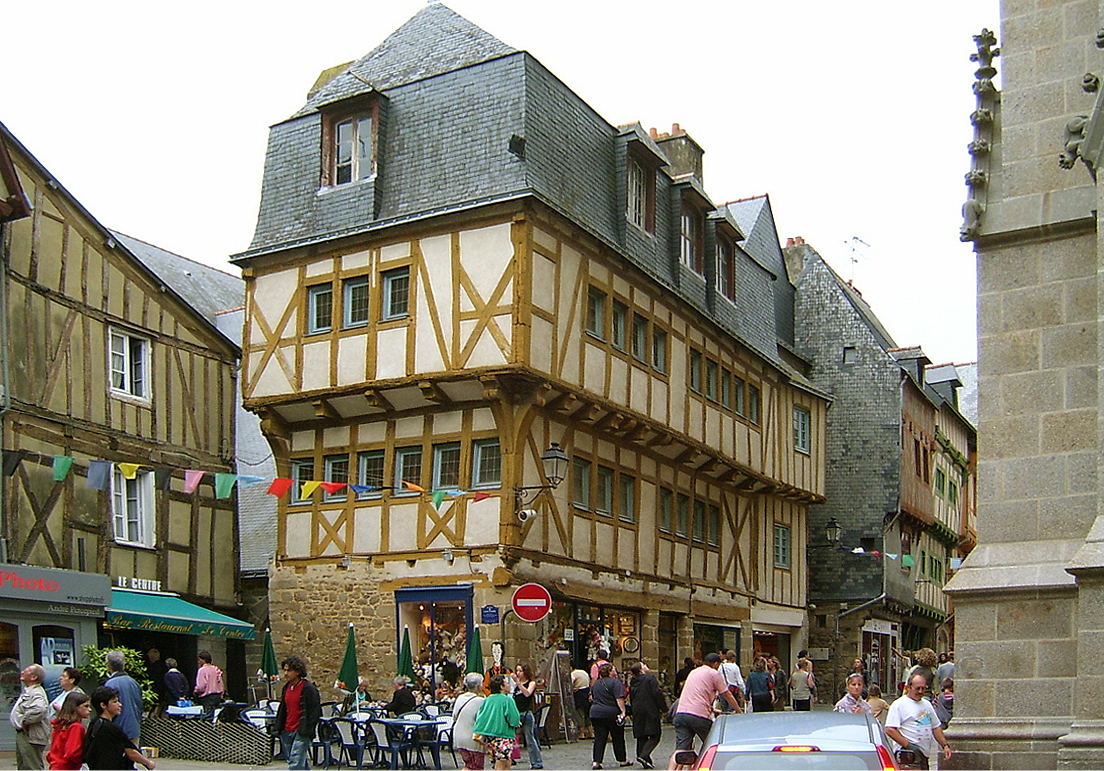
Starówka
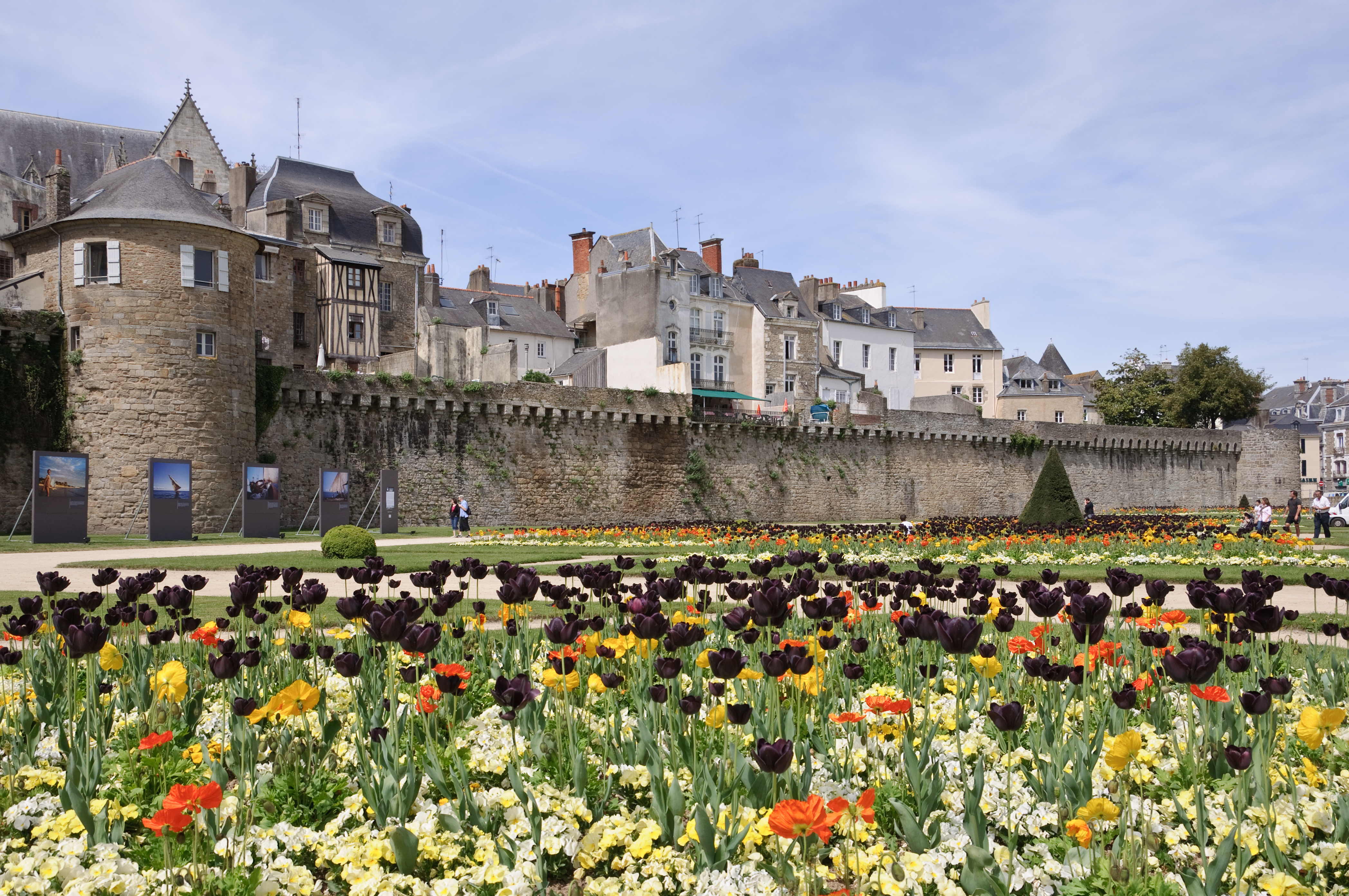
Mury miejskie
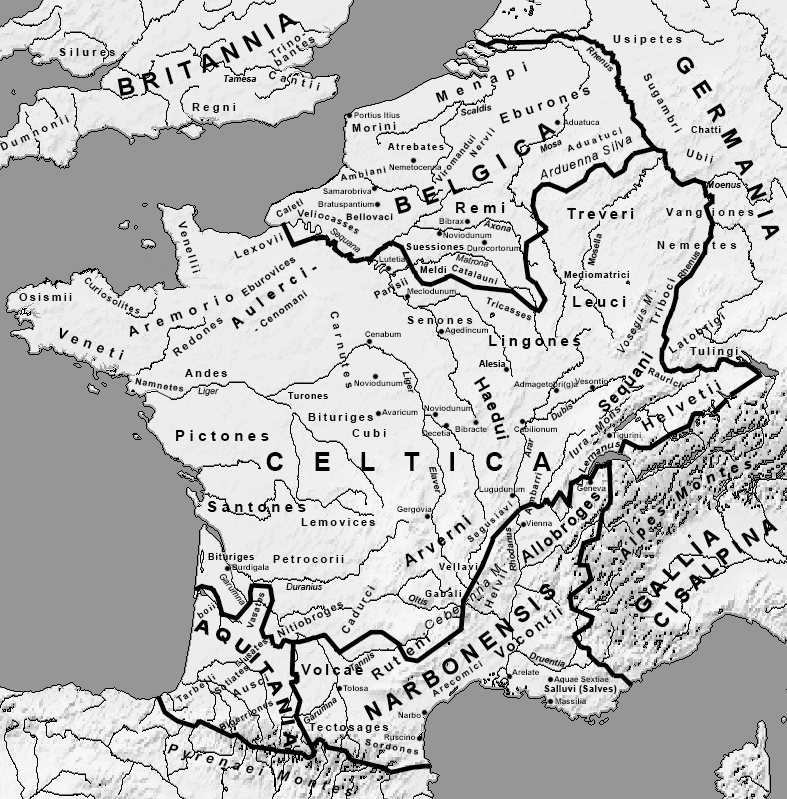
Mapa Galii z lokalizacją Wenetów